# Dino Dan
Dino Dan es una serie de televisión estadounidense–canadiense, infantil, creada por J. J. Johnson y protagonizada por Jason Spevack. La serie se estrenó en Nickelodeon en los Estados Unidos el 23 de octubre de 2010 y en TVOKids en Canadá. La serie también se transmite en Nickelodeon y TVOKids. Es producido por Sinking Ship Entertainment. Una tercera temporada de la serie, Dino Dana, se estrenó en Amazon Prime el 26 de mayo de 2017. El programa se estrenó en Universal Kids el 6 de octubre de 2018, tres años después de que expiraran los derechos de Nick Jr. a la serie.

## Sinopsis
Dan es un niño de 10 años muy simpático, inteligente y con una gran imaginación que visualiza dinosaurios en todas partes, pero al parecer, solo él los puede ver. Es un líder por naturaleza y le encantan las aventuras. Tiene una mamá y un hermano menor de 8 años que se llama, Trek; Dan va a la escuela, en cuarto de primaria. Le gusta dibujar, jugar con sus amigos y su comida favorita es la pizza. Pero cuando mira a su alrededor lo que ve son dinosaurios. Al principio todo el mundo piensa que lo que Dan ve y dice es solo su imaginación y un juego de niños, pero con el paso del tiempo, terminarán siendo, sin quererlo, cómplices en las peculiares aventuras del niño. Dan dice que cuando sea grande quiere ser paleontólogo como su papá, pero mientras, el pequeño se preocupa más por jugar y enseñarnos más y más acerca de los dinosaurios.

## Dino Dan: Las Aventuras de Trek
Una temporada de seguimiento protagonizada por el hermano menor de Dan, Trek, comenzó a transmitirse en 2013. Trek, ahora de diez años, también puede ver dinosaurios y pasa su tiempo aprendiendo sobre ellos como lo hizo su hermano. Hay quince nuevos dinosaurios desde Albertosaurus hasta Microraptor en esta serie. Dan no tuvo tiempo de hacer sus experimentos porque tiene que ayudar a su padre, por lo que le pide a Trek que los haga por él.

## Reparto

### Principales
- Jason Spevack como Daniel "Dan" Henderson.
- Trek Buccino como Trek Henderson.
- Allana Harkin como Jessica Henderson "La mamá de Dan".

### Secundarios
- Sydney Kuhne como Angie Elia.
- Ricardo Hoyos como Ricardo Sánchez.
- Isaac Durnford como Cory Schluter.
- Jaclyn Forbes como Kami Douglas.
- Keana Bastidas como Jordan Miralles.
- Aaron Taylor-Johnson como Tristan Samuel.
- Andrea Martin como Sra. Hahn
- Sarah Carver como Sra. Carver
- Mark McKinney como Sr. Drumheller
- Pat Thornton como Papá de Cory.
- Kevin McDonald como Sr. Curry
- Jon Dore como Tío Jack.
- Seán Culler como Profesor Paloxy (Maestro sustituto).
- Jason Hopley como Jim el Zoólogo.
- Jayne Eastwood como la abuela de Dan.
- Chloe Moretz como la hermana menor de Cory.

## Dinosaurios y otros reptiles

### Primera temporada
- Stegosaurus stenops
- Brachiosaurus altithorax
- Diplodocus hallorum
- Tyrannosaurus rex
- Stygimoloch spinifer
- Triceratops prorsus
- Pterodactylus antiquus
- Quetzalcoatlus northropi
- Dromaeosaurus albertensis
- Euoplocephalus tutus
- Edmontosaurus annectens
- Corythosaurus casuarius
- Compsognathus longipes

### Segunda temporada
Los mismos de la primera temporada y:
- Pterodaustro guinazui
- Futalongkosaurus dukei
- Giganotosaurus carolinii
- Kosmoceratops ridchardsoni
- Microraptor zhaoianus
- Troodon formosus
- Psittacosaurus sibiricus
- Archelon ischyros
- Deinosuchus rugosus
- Therizinosaurus cheloniformis
- Albertosaurus sarcophagus
- Ozraptor subotaii
- Plesiosaurus dolichodeiurs
- Dracorex hogwartsia
- Amargasaurus cazaui

## Episodios
Consta de 1234 capítulos
| Temporada | Temporada | Episodios | USA                 | USA                 | Latinoamérica       | Latinoamérica | España         | España           |
| Temporada | Temporada | Episodios | Comienzo            | Final               | Comienzo            | Final         | Comienzo       | Final            |
| --------- | --------- | --------- | ------------------- | ------------------- | ------------------- | ------------- | -------------- | ---------------- |
|           | 1         | 26        | 12 de enero de 2009 | 14 de marzo de 2010 | 14 de marzo de 2010 | ¿¿??          | 2013           | Aún no terminado |
|           | 2         | 26        | 2012                | TBA                 | 2014                | TBA           | Aún no lanzado | Aún no terminado |